# Crysis 2
Crysis 2 — відеогра, військово-фантастичний шутер від першої особи, розроблений компанією Crytek та виданий Electronic Arts 24 березня 2011 року.
Події гри відбуваються за три роки після фіналу Crysis у Нью-Йорку, охопленому іншопланетною епідемією. Морський піхотинець із позивним Алькатрас на шляху до міста опиняється під обстрілом і його рятує смертельно хворий носій нанокостюма Пророк. Він дає свій костюм Алькатрасу та покладає на нього місія порятунку Нью-Йорка і всього світу від іншопланетних загарбників.

## Ігровий процес

### Однокористувацька гра
Гравець виступає в ролі бійця з позивним Алькатрас, оснащеним костюмом з фантастичними можливостями, який бореться з різноманітними ворогами шляхом стрілянини. Алькатрас володіє запасом здоров'я та енергії костюма, котрі в разі вичерпання поступово відновлюються. Якщо здоров'я вичерпується, персонаж гине і гра продовжується з останньої точки збереження. Алькатрас здатний пересуватися звичайним кроком, бігти, ковзати, при приголомшуючи при зіткненні ворогів, та стрибати і видиратися на невисокі перешкоди.
Гра подається з видом з шолома, на скло якого виводиться приціл, інформація про зброю, боєзапас, вказівник на ціль місії, стан костюма, карта місцевості з радаром та ризик виявлення ворогами. Гравець може вмикати тактичний візор, який виводить у шолом інформацію про ворогів і розташування цілей місії та боєприпасів.
Такі можливості як посилення броні, створення маскувального покриву, роботу візора, та меншою мірою на біг, рукопашний бій чи стрибки, вимагають споживання енергії костюма. Вбиваючи іншопланетян, Алькатрас збирає з їхніх останків каталізатор, який потім витрачає на ввімкнення додаткових модулів костюма.
Алькатрас може користуватися різноманітною стрілецькою зброю на кшталт гвинтівок, рушниць і кулеметів, гранатами, та битися врукопашну. Зброя вдосконалюється знайденими доповненнями, наприклад, лазерним прицілом чи збільшеним магазином.

### Мультиплеєр
В мультиплеєрі гравці переважно поділяються на дві команди, бійців C.E.L.L. і Морпіхів, по 12 бійців. Після загибелі бійці повертаються в гру, поки не буде виконано поставлену ціль. За результатами кожного матчу учасники зароблять досвід, з кожним рівнем досвіду вони отримують доступ до нового оснащення та модулів костюма. Існує 6 режимів мультиплеєру:
- Миттєва сутичка  — основний режим гри, де учасники не поділяються на команди, а кожен намагається вбити якомога більше інших бійців.
- Командна миттєва сутичка — виграє та команда, яка першою здійснить 75 убивств.
- Місце падіння — учасники повинні добувати енергію з розбитих іншопланетних капсул намагаючись набрати якомога більше енергії для своєї команди і завадити зробити це противникам.
- Штурм — гравці в нанокостюмах повинні передати дані з терміналів, котрі захищають звичайні бійці. В цьому режимі у гравця є тільки одне життя.
- Захоплення ретрансляторів — кожна команда володіє ретранслятором. Гравці повинні захопити ретранслятор супротивника та принести його собі на базу. Виграє та команда, яка до вичерпання часу захопила більше ретрансляторів.
- Викрадення — гравці повинні добувати іншопланетні зразки для вдоскоанлення своїх костюмів. Виграє та команда, що збирає всі зразки.

Збираючи жетони з тіл вбитих ворогів, гравець отримує можливості підтримки:
- Протирадар — глушіння радарів всіх супротивників;
- Удар з орбіти — потужна променева атака з бортів бойового супутника;
- Пошкодження костюмів — встановлення пристрою, який блокує модулі нанокостюм;
- Корабель прибульців — виклик корабля прибульців, що атакує позиції ворога;
- Максимальний костюм — посилення захисних функцій нанокостюма[3].

## Системні вимоги
Системні вимоги:
|                    | Мінімальні                                        | Рекомендовані                                        | Максимальні                                          |
| ------------------ | ------------------------------------------------- | ---------------------------------------------------- | ---------------------------------------------------- |
| Операційна система | Windows XP SP 3                                   | Windows 7, Windows 7 SP 1                            | Windows 7, Windows 7 SP 1                            |
| Процесор           | Core 2 Duo 2.0 ГГц або Athlon 64 X2 3800+ 2.0 ГГц | Core Quad Q9450 2.6 ГГц або Phenom II x4 920 2.8 ГГц | Core i5 760 2.8 ГГц або Phenom II x4 955 3.2 ГГц     |
| Оперативна пам'ять | 2 ГБ RAM                                          | 3 ГБ RAM                                             | 4 ГБ RAM                                             |
| Відеоадаптер       | GeForce 8800 GT або Radeon HD 3850                | GeForce GTX 470 або Radeon HD 5870                   | GeForce GTX 570 (GeForce GTX 480) або Radeon HD 6970 |
| Вільне місце HDD   | 14 Гб                                             | 14 Гб                                                | 14 Гб                                                |
| Звукова плата      | DirectX 9.0c                                      | DirectX 9.0c                                         | DirectX 11                                           |

## Сюжет
У 2023 році, через 3 роки після зіткнення з іншопланетянами цефалоподами на острові Лінгшан, у Нью-Йорку поширюється епідемія невиліковного смертельного вірусу. Приватна військова компанія C.E.L.L. намагається зберегти порядок у місті. На підмогу вирушає підводний човен з морськими піхотинцями США, серед них і боєць з позивним Алькатрас. Човен атакують прибульці, Алькатрас з іншими бійцями рятується, але на поверхні потрапляє під вогонь корабля цефалоподів отримавши смертельні поранення. Невдовзі носій нанокостюма з позивним Пророк, бачачи що Алькатрас єдиний вцілілий, надягає на нього свій костюм.
Алькатрас отямлюється в місті та бачить поряд мертвого Пророка, а костюм показує відео, де той пояснює, що заражений і не зможе виконати свою місію. Тому Пророк покладає на Алькатраса завдання знайти вченого Нейтана Гулда і застрелюється. Алькатрас бачить, що більшість населення міста загинула від вірусу, а солдати C.E.L.L. вбивають живих заражених і вважають Пророка розносником хвороби. На зв'язок виходить Нейтан і, не знаючи, що в костюмі інша людина, повідомляє координати своєї лабораторії.
Прямуючи до вказаного місця, Алькатрас вбиває бійців C.E.L.L. і цефалоподів. Він помічає, що може збирати іншопланетний каталізатор і вдосконалювати ним костюм. Тим часом Гулд через загрозу з боку C.E.L.L. вимушено залишає лабораторію і вирушає до квартири своєї колишньої подруги. По приходу Алькатраса в квартиру Гулд сканує його костюм і розуміє, що перед ним не Пророк. Спершу він думає, що той убив Пророка, але побачивши залишений ним запис, погоджується, що тепер лише Алькатрас здатний виконати його план. Секрет перемоги над цефалоподами криється в глибинних шарах костюма, до яких можна дістатися лише за допомогою капсули в лабораторії корпорації «Харгрів-Раш», яка й сконструювала його. Вчений пояснює, що епідемія призначена для очищення Землі перед колонізацією. Несподівано нападає загін C.E.L.L. і шляхи героїв розходяться.
Невдовзі вони зустрічаються, Гулд оглядає Алькатраса і констатує, що той має численні травми, померти від яких не дає лише нанокостюм. На них нападають командир C.E.L.L. Домінік Локхарт і радниця Тара Стрікленд. Вони схоплюють Гулда, проте Алькатрас рятується завдяки атаці іншопланетян. На зв'язок з Алькатрасом виходить Джейкоб Харгрів і розповідає, що нанокостюм може виробляти антитіла проти вірусу, які можна використати для знищення цефалоподів. Тим часом містом проростають механічні корені, які створюють вишки, що поширюють нановірус. Командування ВПС США тим часом наважується затопити місто, знищивши дамбу. Алькатрас намагається втекти на гелікоптері, але не встигає — його змиває хвиля, що руйнує Нью-Йорк.
Коли вода спадає, Алькатраса знаходять морпіхи, серед його вцілий товариш Чайно. Алькатрас допомагає їм у боротьбі з прибульцями. Харгрів дізнається, що Алькатрас живий і спрямовує його до штаб-квартири «Харгрів-Раш» проаналізувати костюм. У будівлі його атакують солдати Локхарта, які думають, що це Пророк. Коли йому вдається знищити ворогів, тріскає вікно, за яким накопичилася вода, і будівлю затоплює.
Алькатрас виявляє місце евакуації цивільних, серед яких виявляється Нейтан Гулд, що втік з полону. Полковник Шерман Барклі, котрий керує евакуацією, вимагає, щоб Гулд покинув місто з біженцями на потязі. Проте на вокзал нападають іншопланетяни, яким доводиться протистояти. Після цього з-під землі виривається вишка, що поширює вірус, Харгрів наказає Алькатрасу увійти в неї, щоб у костюмі синтезувалися антитіла. План спрацьовує і цефалоподи навколо швидко гинуть.
Гулд відсилає Алькатраса до Харгріва на острів Рузвельта, в центрі досліджень «Призма», та туди вже дістався Локхарт. Перемігши Локхарта, Алькатрас потрапляє в електромагнітну пастку, що знерухомлює його, та розуміє, що Харгрів насправді хоче лиш заволодіти костюмом. Несподівано штучний інтелект нанокостюма витісняється образом Пророка, що підбадьорює Алькатраса. Тара Стрікленд знаходить Алькатраса та несподівано вбиває солдатів C.E.L.L. Вона пояснює, що працювала під прикриттям на ЦРУ та розшукує Харгріва, котрий замислив використати костюм для власних планів. Вони виявляють Харгріва в капсулі з розчином, де його життя підтримується вже 30 років. Той розповідає як у 1919 знайшов на місці Тунгуської катастрофи зразки іншопланетних технологій та на їх основі розробив нанокостюм, щоб з його допомогою стати надлюдиною. В цей час цефалоподи проривають оборону, тож Харгрів активує таймер системи знищення всього острова. Алькатрас тікає звідти і Алькатрас непритомніє.
Тара і Гулд відшукують Алькатраса і відправляють його в Центральний Парк, де прибульці розташували свій штаб, звідки поширється вірус. Пентагону тим часом планує вже за 20 хвилин завдати ядерного удару по місту. На місці з-під землі виривається центральна вишка прибульців і тільки Алькатрас виявляється здатний пробратися всередину. Прорвавши оборону, Алькатрас стрибає у вишку і втрачає свідомість. Костюм поширює антитіла і вони, розпорошивишись Нью-Йорком, вбивають прибульців. Перед цим в костюмі пробуджується оцифрована особистість Пророка й показує, що численні інші міста на Землі вже також заражені.
Гулд, Тара та інші вціліли бачать як у місто прибуває допомога. За якийсь час боєць у нанокостюмі приходить до тями на руїнах парку. Товариш Харгріва, Карл Раш, фіксує роботу костюма. Носій костюма каже до нього, що нанокостюм здатний навіть повернути з мертвих і називає себе Пророком.